# 夏丽蒂·威廉斯
夏丽蒂·威廉斯（英語：Charity Williams，1996年10月20日—），加拿大女子七人制橄榄球运动员。她曾代表加拿大国家队参加2016年和2020年夏季奥林匹克运动会七人制橄榄球比赛，其中2016年奥运会获得一枚铜牌。